# Klaryssa (serial telewizyjny)
Klaryssa (ang. Clarissa, 1991) – brytyjski serial obyczajowy w reżyserii Roberta Biermana.
Światowa premiera serialu miała miejsce 27 listopada 1991 roku na antenie BBC. Ostatni odcinek serialu został wyemitowany 11 grudnia 1991 roku. W Polsce serial nadawany był dawniej na kanale TVP2.

## Obsada
- Saskia Wickham jako Clarissa Harlowe
- Lynsey Baxter jako Arabella Harlowe
- Hermione Norris jako Anna Howe
- Frances Viner jako pani Harlowe
- Cathryn Harrison jako pani Sinclair
- Sean Pertwee jako Jack Belford
- Jonny Phillips jako James
- Darby Hawker jako Dorcas
- Shirley Henderson jako Sally
- Ralph Riach jako wujek Anthony

i inni